# Lucien De Gieter
Lucien De Gieter (Etterbeek, 4 september 1932), of kortweg De Gieter, is een Belgische stripauteur.
Van 1947 tot 1953 volgde hij de opleiding binnenhuisarchitectuur aan Saint-Luc te Brussel.
Vanaf 1961, via een wedstrijd, had hij de mogelijkheid enkele scenario's voor korte strips te leveren voor onder andere Eddy Ryssack en Jem, die werden gepubliceerd in stripblad Robbedoes / Spirou.
Vanaf 1962 verscheen zijn eigen strip Pony over een jonge cowboy in dit blad. Hij assisteerde ook Peyo bij De smurfen en bij Poesie. Vanaf 1966 verscheen er een nieuwe strip van De Gieter in Robbedoes / Spirou: Toet en Kli-Wong, over een parelvisser en een zeemeermin die verschillende avonturen beleven, maar deze strip is niet in albumvorm verschenen.
Zijn strip Papyrus, die vanaf 1974 werd gepubliceerd in Robbedoes / Spirou, kende wel succes bij de lezers. Na 40 jaar en 33 albums stopte De Gieter met deze reeks.

## Werk
- Pony
- Toet en Kli-Wong (1966-1973)
- Papyrus

- Bibsys: 90167403
- Biblioteca Nacional de España: XX1119140
- Bibliothèque nationale de France: cb118988867 (data)
- Gemeinsame Normdatei: 115325093
- International Standard Name Identifier: 0000 0001 2027 5480
- Library of Congress Control Number: nb2009025591
- Nederlandse Thesaurus van Auteursnamen: 068863969
- RKD-Nederlands Instituut voor Kunstgeschiedenis: 98502
- Système universitaire de documentation: 02681482X
- Virtual International Authority File: 66465999